# Let's Talk it over in the Ladies Room
Let's Talk it over in the Ladies Room är en poplåt skriven av Peter Koelewijn, som 1984 blev en hitlåt med Curtie and the Boombox.
Kikki Danielsson spelade 1985 in sången med text på svenska av Ingela "Pling" Forsman, som "Vi låser dörren in till damernas" på albumet Bra vibrationer.  och då låten i Sverige framför allt kom att förknippas med Kikki Danielsson tolkades den 1993 även av Lars Vegas trio på EP-skivan Kikki Resque. 

## Listplaceringar
| Lista (1984)  | Position |
| ------------- | -------- |
| Nederländerna | 29       |

### Fotnoter
1. ↑  ”Discogs”. http://www.discogs.com/Curtie-And-The-Boombox-Lets-Talk-It-Over-In-The-Ladies-Room/master/168564. Läst 28 juni 2011.
2. ↑  ”Svensk mediedatabas”. http://smdb.kb.se/catalog/id/001886172. Läst 21 april 2011.
3. ↑  ”Svensk mediedatabas”. http://smdb.kb.se/catalog/id/001503796. Läst 21 april 2011.
4. ↑  ”Listplacering”. http://dutchcharts.nl/showitem.asp?interpret=Curtie+%26+The+Boom+Box&titel=Let%27s+Talk+It+Over+In+The+Ladiesroom&cat=s. Läst 21 april 2011.